# Gaspard Dinet
Pour les articles homonymes, voir Dinet.
Gaspard Dinet, né à Moulins le 6 janvier 1569 et mort le 30 novembre 1619, est un évêque français du XVIe siècle et du XVIIe siècle. Il est le cinquième fils de Jacques Dinet, chancelier de la principauté de Bourbonnais, et de Philippine Euvraud.

## Biographie
Gaspard Dinet est membre de l'ordre des Minimes et devient visiteur général en 1592 et vicaire général de son ordre en 1593. Henri IV de France le nomme en 1595 prédicateur de la cour et il devient confesseur du roi en succession de son frère Pierre, qui vient de succomber. Il est aussi provincial de son ordre en France. En 1599, Dinet est nommé évêque de Mâcon.
Pendant son épiscopat, il fait réparer un grand nombre d'églises rurales, efface dans les églises de Mâcon les vestiges du passage des huguenots, fait remettre à neuf le cimetière de Saint-Pierre et l'église elle-même, celles de Saint-Étienne et de Saint-Nizier, et restaure  la cathédrale Vieux-Saint-Vincent de Mâcon, où il établit des stalles, des orgues, des tribunes et un retable au maitre-autel. Il publie en 1615 le livret "Article de l'Eglise apporté au Tiers Estat par Monseigneur l'Evesque de Masçon"
En 1617, il est atteint d'hydropisie et les médecins donnent le conseil à Dinet d'abandonner le palais épiscopal. Le prélat fait commencer un nouveau palais épiscopal sur un terrain au midi nouveau couvent des capucins. Les constructions ne sont complètement achevées qu'en 1631.